# John Entwistle
John Alec Entwistle (Chiswick, 9 ottobre 1944 – Paradise, 27 giugno 2002) è stato un bassista e cantante britannico.
Negli Who, Pete Townshend prediligeva le parti ritmiche lasciando ad altri i ruoli di solisti, pertanto John dovette sviluppare una tecnica molto più elaborata e complessa, che gli permise di trasformare il ruolo del basso da semplice strumento di scansione ritmica a creatore di melodie.
A riprova di questo, spesso Pete e John si scambiavano i ruoli, con Pete che scandiva il ritmo a John che eseguiva gli assoli. Nessuno prima di allora aveva pensato al basso come strumento che dettasse le regole. Per questo motivo è sicuramente uno dei più importanti bassisti della storia.
Tra i quattro componenti degli Who, egli si faceva notare per la sua calma e la sua compostezza, mentre Roger Daltrey era solito saltellare facendo roteare il microfono, Pete Townshend rompere la sua chitarra contro gli amplificatori e Keith Moon sfondare i tamburi della sua batteria.
Nel 1971 cominciò una carriera parallela a quella del gruppo, riscuotendo inizialmente (con gli album Smash Your Head Against the Wall e Whistle Rymes) grande successo di critica per la sua qualità sia come strumentista che come compositore; tuttavia la sua carriera solista non ebbe mai un vero e proprio decollo e non incontrò mai pienamente i favori del pubblico.
Viene inserito al primo posto della speciale classifica dei migliori dieci bassisti di tutti i tempi, secondo Rolling Stone.

## Biografia
John Alec Entwistle nacque il 9 ottobre 1944 a Chiswick in Inghilterra, da Herbert e Maud Entwistle; Maud suonava il piano, Herbert la tromba. Il matrimonio dei coniugi Entwistle sarebbe durato poco dopo la nascita di John, che visse la maggior parte della sua infanzia con la madre. Già in tenera età dimostrò particolari attitudini musicali e venne spinto dal patrigno a prendere lezioni di pianoforte dai 7 agli 11 anni, presto iniziò a suonare la tromba sotto gli insegnamenti del padre.
Alla Middlesex School John suonava un corno tenore acquistato dalla scuola, mentre al di fuori suonava la tromba in gruppi che eseguivano musica tradizionale; in questo ambiente conobbe Pete Townshend con cui suonò insieme in formazioni minori; all'età di 14 anni diventò un fan di Duane Eddy e decise di passare alla chitarra solista, ma ben presto si accorse di essere più portato per il basso. La sua famiglia non poteva permettersi l'acquisto di un basso, così John fu costretto a costruirsi uno strumento amatoriale con un pezzo di mogano, per cui il basso aveva volutamente la forma del Fender Precision, uno dei bassi più diffusi nei primi anni sessanta.
Riuscì a entrare nei Detours di Roger Daltrey, su proposta di Pete Townshend con il ruolo di chitarrista ritmico. Nel 1961 John si diplomò alla Acton Grammar School, ma la famiglia non poteva occuparsi ulteriormente della sua istruzione e così fu costretto a trovare lavoro e venne assunto come impiegato nell'ufficio dell'erario, dormendo negli uffici dopo le lunghe notti di prove con i Detours.
Nel 1962 i ruoli dei futuri Who si fanno più definiti, e venendo a mancare un chitarrista ritmico il ruolo di Entwistle cambia radicalmente, lanciando uno stile di basso che si distacca molto da quello tradizionale, rendendolo più simile a una seconda chitarra.
Nel 1964 John, guardando un programma in TV, viene a conoscenza dell'esistenza di un gruppo irlandese chiamato Detours, e da qui cambierà nome in Who. Nel 1965 esce My Generation, caratterizzata da un assolo di basso; per effettuare quell'assolo John usò un basso Danelectro caratterizzato dalla facilità con cui si potevano rompere le corde; dato che quando ciò accadeva bisognava comperare lo strumento nuovo, per rifinire il pezzo John dovrà acquistare ben tre bassi. Compone "The Ox", suo soprannome all'interno degli Who; nel 1966 esce "A Quick One" con la presenza di due pezzi scritti da Entwistle: Whiskey Man e Boris the Spider, quest'ultimo composto insieme al bassista dei Rolling Stones Bill Wyman, portando così a conoscenza di tutti il suo senso dell'umorismo scuro e grottesco. Presenti sul disco anche molti vocalizzi, tra cui il più riuscito è senz'altro il falsetto finale You Are Forgiven.

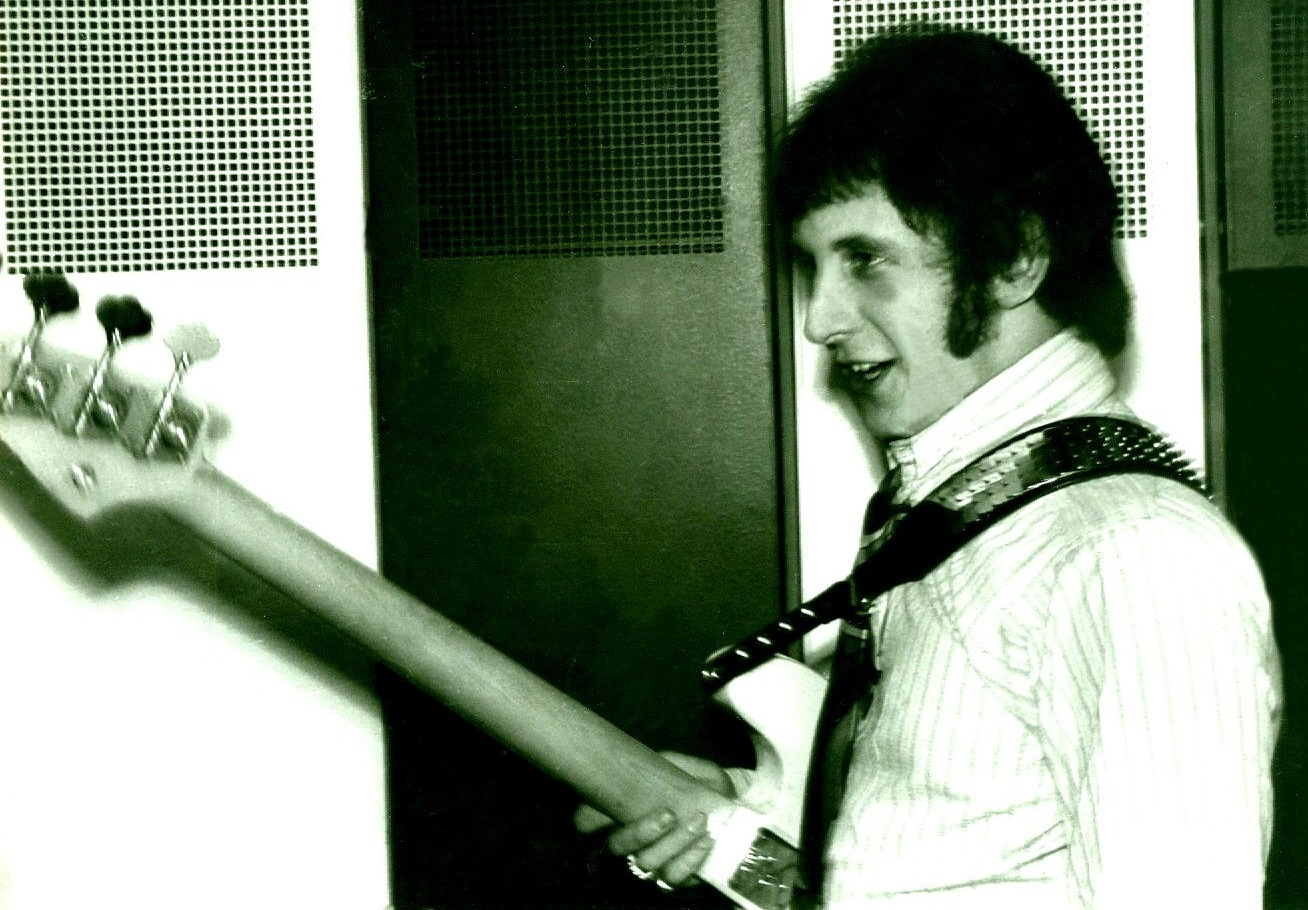
Entwistle nel 1967 con gli Who

Nel 1967 partono per il primo tour in USA dove, insieme al compagno di stanza Moon, collezionano vertiginosi conti d'albergo; nel singolo Picture of Lily John suona in un assolo di corno francese e firma il lato B Doctor, doctor. Nell'estate del 1967 partecipano al Monterey Pop Festival, ma senza i loro amplificatori Marshall; risalgono a questo periodo i primi problemi economici.
John dovrà chiedere in prestito i soldi per acquistare il biglietto aereo per tornare in Inghilterra; in inverno viene pubblicato The Who Sell Out in cui firma i due pezzi Medac e Silas Stingy. Nel 1968 cominciarono a circolare voci sulla possibile uscita dal gruppo di Moon e Entwistle (principalmente per motivi economici) per formare un nuovo gruppo con il chitarrista Jimmy Page, i Led Zeppelin; nello stesso anno esce il singolo Call Me Lightning con il lato B di Entwistle Dr. Jekyll & Mr. Hyde, un omaggio alla personalità dell'amico Keith. Nel maggio '69 esce Tommy, in cui John canta Cousin Kevin e Fiddle About, altri suoi contributi sono lo splendido corno francese, e i controcanti su Overture, Amazing Journey, Smash The Mirror e Tommy Can You Hear Me.
Sempre nel 1969 gli Who suonano al festival di Woodstock, aprendo il concerto con la Heaven and Hell di John.
Nel 1971 pubblica il suo primo album solista Smash Your Head Against the Wall ed in seguito gli Who pubblicano il singolo Let's See Action con il lato B di Entwistle When I was a Boy. Nel 1972 pubblica il suo secondo album Whistle Rhymes, nel 1973 il suo terzo lavoro Rigor Mortis Sets In.
Nel tour che seguirà Quadrophenia gli Who verranno arrestati per aver distrutto una camera d'albergo, per l'occasione John scriverà Cell Number 7, che comparirà sul suo successivo lavoro solista Mad Dog.

Nel 1974 forma il gruppo "The Ox" e avvia in Inghilterra il suo primo tour solista; nel 1975 sbarca in tour anche in USA e con gli Who realizza The Who By Numbers scrivendo una canzone da lui cantata "Success Story" caratterizzata da una furiosa apertura di basso, John disegnerà anche la copertina dell'album.

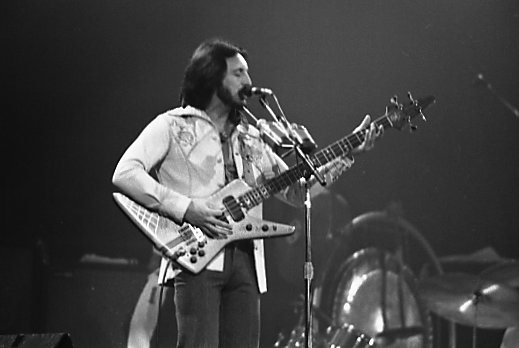
Con gli Who al Maple Leaf Gardens, Toronto

Nel 1977 Entwistle suona il corno nell'album solista di Townshend, Rough Mix, su "Heart to Hang Onto".
Nel 1981 gli Who pubblicano Face Dances, in cui John canta You e The Quiet One. Nello stesso anno realizza il suo 5º album solista Too Late the Hero.
Nel 1982 viene pubblicato It's Hard con tre contributi di John: It's Your Turn, One at a Time e Dangerous.
Nel 1995 John partecipa a un tour di USA e Giappone con la Ringo Starr All-Star Band.
Nel 1996 forma la John Entwistle Band e intraprende un tour, nel 1998 fa lo stesso e sbarca in America realizzando anche un CD dal vivo dell'evento.
John Entwistle è stato sposato due volte e ha avuto un figlio, Cristopher, dalla sua prima unione. Da tempo malato di cuore, John morì nel sonno in una stanza dell'Hard Rock Hotel & Casino di Paradise il 27 giugno 2002, per infarto miocardico acuto dovuto a uso di cocaina, esattamente il giorno prima dell'avvio del tour estivo degli Who che avrebbe interessato Stati Uniti e Canada.

## Stile e strumentazione
Come accennato nel primo assolo di basso di My Generation, il suo stile era molto personale, innovativo e combinando diverse tecniche percussive, come il Three Fingers Gallop, Slap, e Tapping. 
Fungeva più da solista che da accompagnatore, grazie ai suoi bassi Alembic con una action molto bassa.
Altri strumenti erano : Danelectro Shorthorn Bass, Fender Precision Bass, Rickenbacker 4001, e amp e testate HiWatt.

## Discografia

### The Who
- My Generation  (1965)
- A Quick One (1966)
- The Who Sell Out (1967)
- Tommy (1969)
- Who's Next (1971)
- Quadrophenia (1973)
- The Who by Numbers (1975)
- Who Are You (1978)
- Face Dances (1981)
- It's Hard (1982)

### Solista
- Smash Your Head Against The Wall (1971)
- Whistle Rimes (1972)
- Rigor Mortis Sets In (1973)
- Mad Dod (1975)
- Too Late The Hero (1981)
- The Rock (1996)
- Music From Van Pires (2000)